# Isla Tiberina
La isla Tiberina se encuentra ubicada en el río Tíber, en el trecho en que este atraviesa Roma, cerca de la Colina Capitolina. Es famosa debido a que albergaba al Templo de Esculapio, el dios romano de la medicina. 
Posee una forma similar a la de una barca, y cuenta con algo más de 270 m de largo y cerca de 67 m en su parte más ancha. 

## Leyendas de la formación de la isla

Vista suroriental de la isla Tiberina

Existe una leyenda que narra que después de la caída del rey Tarquinio el Soberbio, el pueblo romano arrojó el cuerpo de este en el punto del Tíber donde luego surgiría la isla, ya que sobre él se habrían ido acumulando arena y sedimentos que traía el río. Según otra versión de esta leyenda, los romanos habrían recogido los granos de trigo reunidos por el odiado rey, y lo habrían arrojado todo en el lugar donde después se formó la isla.
Debido a sus oscuros orígenes, la isla Tiberina era un lugar de mala fama y estaba considerada por los romanos como un lugar de malos augurios. A tal punto estaba arraigada esta creencia, que hasta que no se construyó el Templo de Esculapio, los romanos evitaban ir a la isla, y sólo los peores criminales eran condenados a pasar allí el resto de sus vidas.

### El templo

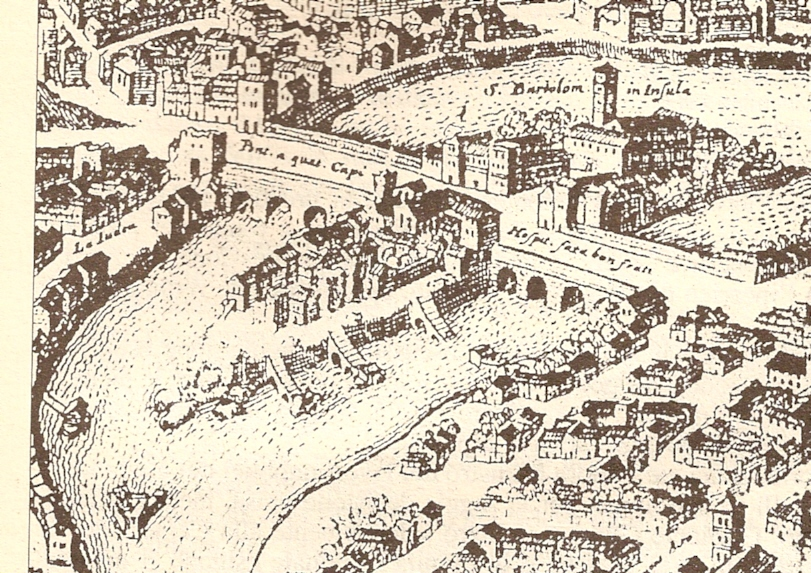
Vista de la isla Tiberina en un grabado de 1593

La forma de la isla, que como anteriormente mencionado semeja a la de una barca, es casi todo lo que queda del gran templo que albergaba.
Se cuenta que en 293 a. C., la peste azotó Roma. Después de haber consultado los Libros Sibilinos, el Senado romano decidió construir un templo dedicado a Asclepio (Esculapio), el dios griego de la medicina, y al mismo tiempo organizó una delegación para obtener la estatua del dios en Epidauro. Cuando esta delegación regresó, mientras se encontraba bordeando el río Tíber, una serpiente (el símbolo del dios) fue vista saliendo de la barca en que viajaban y nadando luego hacia la isla. Esto fue considerado como una prueba inefable de que Esculapio había elegido a la isla para que fuese el lugar donde se le edificara un templo. 
Cuando la construcción estuvo lista, la peste terminó de flagelar Roma. Maravillados ante tan milagroso evento, los romanos construyeron una enorme nave fija que abarcaba toda la isla: Revestimientos en travertino se le adjuntaron a las orillas con formas de proa y popa, se erigió un obelisco en el medio de la isla para representar el mástil de un barco, y se rodeó la isla con muros, lo que la hacía parecer un barco verdadero.
Todavía se pueden ver algunos restos de los muros en la parte oriental, y parte del obelisco que ahí estaba, se encuentra ahora en el Museo Arqueológico Nacional de Nápoles.

### Historia
Por su posición en el medio del río Tíber, la isla constituía en caso de necesidad un lugar que permitía "aislarse" de la ciudad. Durante la Edad Media, el templo fue utilizado como una fortaleza de los Pierleoni, quienes fueron sucedidos por los Caetani. El palacio Pierleoni Caetani funcionó como convento franciscano desde el siglo XVI al XVIII, y usado, en caso de una plaga, como hospital. En el año 1900 fue concedido su uso al Hospital Israelí, que todavía lo continúa utilizando. La parte alta de la isla alberga ahora el Hospital de San Juan de Dios, un centro médico de renombre en la ciudad de Roma.
En ella se encuentra la iglesia de San Bartolomé, donde se conservan las supuestas reliquias de este apóstol.

### Los puentes
A la isla se puede acceder por los antiguos Puente Fabricio y Puente Cestio. Desde el extremo meridional se puede ver también el Puente Emilio, también conocido como el Puente Roto.

## Otros proyectos
- Reconstrucción virtual en 3D de la Isla Tiberina - www.italyrome.info

- Wikimedia Commons alberga una galería multimedia sobre isla Tiberina.

- Datos: Q545404
- Multimedia: Isola Tiberina / Q545404